# Now You're Gone - The Album
| Recensione       | Giudizio |
| ---------------- | -------- |
| AllMusic         | [ 4 ]    |
| Digital Spy      | [ 5 ]    |
| entertainment.ie | [ 6 ]    |
| The Guardian     | [ 7 ]    |

Now You're Gone - The Album è un album del musicista svedese eurodance Basshunter, pubblicato il 14 luglio 2008. L'album contiene, tra le altre canzoni, dei remake in lingua inglese dei suoi pezzi precedenti. È, fino ad oggi, considerato l'album di maggior successo dell'artista.

## Tracklist
1. Now You're Gone (feat. DJ Mental Theo's Bazzheadz)
2. All I Ever Wanted
3. Please Don't Go
4. I Miss You
5. Angel in the Night
6. In Her Eyes
7. Love You More
8. Camilla
9. Dream Girl
10. I Can Walk on Water
11. Bass Creator
12. Russia Privjet

### Bonus Track
1. Boten Anna
2. DotA
3. Now You're Gone (Fonzerelli Edit)
4. All I Ever Wanted (Fonzerelli Edit)

## Classifiche
| Classifica (2008-2009)                | Posizione massima |
| ------------------------------------- | ----------------- |
| Regno Unito                           | 1                 |
| Nuova Zelanda                         | 1                 |
| Irlanda                               | 2                 |
| Stati Uniti (Dance/Electronic Albums) | 14                |
| Austria                               | 17                |
| Belgio (Vallonia)                     | 31                |
| Svizzera                              | 32                |
| Finlandia                             | 35                |
| Francia                               | 36                |
| Svezia                                | 38                |
| Polonia                               | 43                |
| Stati Uniti (Heatseekers Albums)      | 45                |
| Europa                                | 6                 |